# Miina Härma
Miina Härma, nata  Miina Hermann (Kõrveküla, 9 febbraio 1864 – Tartu, 16 novembre 1941), è stata una compositrice sovietica poi estone di origine soraba.
È stata la seconda musicista estone ad aver ricevuto un'istruzione superiore ed è nota per aver contribuito alla diffusione della musica d'organo nelle zone rurali dell'Estonia.

## Biografia
Härma nacque sotto l'impero russo da un insegnante locale e da sua moglie, con sette figli in famiglia. Entrambi i suoi genitori avevano un'educazione musicale.
Härma iniziò a imparare la musica da sola con un piccolo organo che le aveva comprato suo padre. All'età di 15 anni Härma iniziò a studiare con K. A. Hermann che le diede lezioni sia di composizione musicale che di pianoforte. Nel 1883 entrò al Conservatorio di San Pietroburgo come unico studente di organo in quell'anno. Si laureò nel 1890, ma continuò a vivere a San Pietroburgo perché era molto difficile trovare lavoro nei governatorati baltici. Nel 1894 ebbe luogo la quinta edizione del Festival della canzone estone, che portò alla formazione del coro di Härma.
Nel 1903, sopraffatta da problemi finanziari, Härma si trasferì a Kronštadt nel Governatorato di San Pietroburgo. Dovette lasciare la città nel 1915 a causa dello scoppio della prima guerra mondiale visto che ai civili non era permesso di soggiornare.
Nonostante la musica si fosse sviluppata rapidamente a Tartu, era ancora difficile trovare lavoro come insegnante di musica poiché, a causa della guerra, non c'erano quasi studenti. Nel 1917, Härma divenne insegnante di musica in una scuola che ora è il Miina Härma Gymnasium.
Härma morì nel 1941. È sepolta nel cimitero di Raadi
. Il monumento funebre in granito, eretto nel 1965, è opera dello scultore estone Alexander Eller.

## Opere
In oltre sessant'anni di carriera, Miina Härma ha composto più di duecento opere per coro, dieci cavatine, un canto e un poema lirico, "Kalev e Linda".